# Список бодхисаттв
В буддизме бодхисаттва — существо (или человек), принявшее решение стать Буддой для блага всех существ.
Ниже приводится частичный список бодхисаттв, почитаемых в индийской, монгольской, тибетской и китайской традициях.

## Список бодхисаттв
| Бодхисаттва      | Китайский                          | Корейский     | Японский        | Тибетский                   | Описание |
| ---------------- | ---------------------------------- | ------------- | --------------- | --------------------------- | --- |
| Авалокитешвара   | 觀世音, Guan Shi Yin               | Guan Um       | 観音, Каннон    | Chenrezig                   | Воплощение бесконечного сострадания всех Будд. |
| Акашагарбха      | 虛空藏, Xu Kong Zang               | Huh Gong Zang | 虚空蔵, Кокудзо | Namkhai Nyingpo             | Бодхисаттва бесконечного счастья. Символизирует осознание запаха, сознание обоняния. |
| Ваджрапани       | 金剛手, Jin Gang Shou              | Kum Kang Soo  | Сюкогодзин      | Channa Dorje                | Является защитником Будды и символом его могущества. |
| Васудхара        |                                    |               |                 |                             | Бодхисаттва благосостояния, процветания и изобилия. Почитается в Непале. |
| Кшитигарбха      | 地藏, Di Zang                      | Ji Zang       | 地蔵, Дзидзо    | Sai Nyingpo                 | Воплощает собой силу обета спасения живых существ. |
| Майтрея          | 彌勒, Mi Le                        | Mi Ruk        | 弥勒, Мироку    |                             | «Владыка, наречённый Состраданием», грядущий Учитель человечества, Бодхисаттва и Будда нового мира. Известен своей доброжелательностью. Единственный бодхисаттва, которого почитают все школы буддизма.              |
| Манджушри        | 文殊, Wen Shu                      | Moon Soo      | Мондзю          | Jampal Yang                 | Проводник и учитель будд прошлого, духовный отец бодхисаттв. Олицетворяет мудрость, разум и волю. |
| Махастхамапрапта | 大勢至, Da Shì Zhì                 | Dae Sae Zhi   | 勢至, 'Сэйси    |                             | Являет собой силу мудрости. |
| Нагарджуна       | 龍樹, Long Shu                     |               |                 | klu sgrub                   | Основатель буддийской школы Мадхъямаки. |
| Нио              |                                    |               |                 |                             | Два наполненных гневом мускулистых охранника Будды. Являются проявлением бодхисаттвы Ваджрапани. |
| Падмасамбхава    | 蓮華生上師, Lianhuasheng Shang Shi |               |                 | Padma Jungne, Guru Rinpoche | Индийский учитель буддийской тантры VIII века, внёсший значительный вклад в развитие тибетской формы буддизма. В Бутане и в Тибете он также известен как Гуру Ринпоче. Школа Ньингма почитает его как второго Будду. |
| Самантабхадра    | 普賢, Pu Xian                      | Bo Hyun       | Фугэн           | Kuntu Zangpo                | Бодхисаттва дхармы, олицетворяющий Полное Сострадание, мудрость сущностной самости. Воплощает силу мудрости. |
| Сангхарама       | 伽藍, Qie Lan                      |               |                 |                             | Почитается только в китайском буддизме. Название часто относят к китайскому военачальнику Гуань Юй, ставшему дхармапалой.                                                                                            |
| Ситатапатра      |                                    |               |                 |                             | Богиня-защитница от сверхъестественной опасности. Является гневным проявлением Авалокитешвары. |
| Сканда           | 韋馱, Wei Tuo                      |               | 韋駄天, Идатэн  |                             | Один из защитников дхармы и буддийских монастырей. |
| Супушпачандра    |                                    |               |                 |                             | Упоминается Шантидэвой в «Пути Бодхисаттвы». |
| Сурьяпрабха      | 日光, Ri Guang                     | Il Guang      | 日光菩薩, Никко |                             | Воплощение солнечного света и хорошего здоровья. |
| Тара             | 度母, Du Mu                        |               |                 |                             | Женское существо, достигшее совершенства и освобождения, но отказавшееся от ухода в нирвану из сострадания к людям. Является проявлением Авалокитешвары.                                                             |
| Чандрапрабха     |                                    |               |                 |                             | Воплощение лунного света и хорошего здоровья. |
| Шантидэва        |                                    |               |                 |                             | Буддийский монах VIII века, написал «Бодхичарья-аватара» («Путь Бодхисаттвы»). |
| Арту             | 光藍, Guang Lan                    |               |                 |                             | |